# Прехрамбени адитиви
Прехрамбени адитиви су супстанце која се додају у индустријски произведену храну да би она имала лепши укус, мирис, боју или неку другу особину. Неки адитиви се користе вековима уназад; на пример: људи су солили месо, јер нису имали фрижидере, како би га очували што дуже. Са напретком прехрамбене индустрије прошлог века, откривени су многи адитиви.
Прехрамбени адитив је свака супстанца која се, без обзира на њену хранљиву вредност, не користи као храна, нити представља карактеристичан састојак хране, али се из технолошких разлога додаје храни у току производње, прераде, припреме, обраде, паковања, транспорта или чувања, тако да директно или индиректно преко својих међупроизвода постаје или може постати састојак хране.
Како би се адитиви контролисали и купци информисали, сваком адитиву је додат јединствен број са префиксом "E" који се користи у Европи за све адитиве. Треба имати у виду да на паковању не мора да стоји јединствен број адитива већ може стајати само име адитива; на пример: лецитин
У већим количинама адитиви могу бити штетни по здравље а очекивати је да дуже узимање такође може дати негативне последице. Али то не мора увек бити случај јер је сваки адитив другачији по хемијском саставу и утицају на човека.

## Утицај разних адитива на здравље
У земљама западне Европе адитиви се веома строго контролишу и многи не користе. У земљама које су недавно ушле у Европску унију, постоји законска обавеза да на етикети производа буде декларисано који адитиви и у којим количинама су додати. Код нас та политика је у повоју и има доста производа на којима то није јасно или уопште декларисано. У наставку следи листа адитива који могу бити опасни по здравље:
- E102 - опасан
- E103 - забрањен
- E104 - сумњив
- E105 - забрањен
- E110 - опасан
- E111 - забрањен
- E120 - опасан
- E121 - забрањен
- E122 - сумњив
- E123 - веома опасан
- E124 - опасан
- E125 - забрањен
- E126 - забрањен
- E127 - опасан
- E128 - забрањен
- E129 - забрањен
- E130 - забрањен
- E131 - изазивач рака
- E141 - сумњив
- E142 - изазивач рака
- E154 - забрањен
- E171 - сумњив
- E173 - сумњив
- E180 - сумњив
- E210 - изазивач рака
- E211 - изазивач рака
- E212 - изазивач рака
- E213 - изазивач рака
- E214 - изазивач рака
- E215 - изазивач рака
- E216 - изазивач рака
- E217 - изазивач рака
- E247 - изазивач рака
- E220 - веома опасан
- E221 - поремећај црева
- E222 - поремећај црева
- E223 - поремећај црева
- E224 - поремећај црева
- E226 - поремећај црева
- E230 - штетан за кожу
- E231 - штетан за кожу
- E232 - штетан за кожу
- E240 - забрањен
- E241 - сумњив
- E250 - поремећај притиска
- E251 - поремећај притиска
- E311 - изазива осип
- E312 - изазива осип
- E320 - холестерол
- E321 - холестерол
- E322 - поремећај желуца
- E338 - поремећај желуца
- E339 - поремећај желуца
- E340 - поремећај желуца
- E341 - поремећај желуца
- E388 - забрањен
- E389 - забрањен
- E407 - поремећај црева
- E424 - забрањен
- E425 - забрањен
- E450 - поремећај желуца
- E461 - поремећај желуца
- E462 - поремећај желуца
- E463 - поремећај желуца
- E465 - поремећај желуца
- E466 - поремећај желуца
- E512 - забрањен
- E537 - забрањен
- E557 - забрањен
- E912 - забрањен
- E914 - забрањен
- E916 - забрањен
- E917 - забрањен
- E918 - забрањен
- E919 - забрањен
- E922 - забрањен
- E923 - забрањен
- E924б - забрањен
- E925 - забрањен
- E926 - забрањен
- E929 - забрањен

Други адитиви који нису опасни по здравље:
- Е100
- Е101
- Е101а

## Примена адитива у прехрамбеној индустрији
У процесима припреме, обраде, производњи, паковању, чувању или складиштењу хране могуће је користити различите адитиве у зависности од врсте и карактера готовог производа. Додати адитиви углавном треба да утичу на очување боје, укуса и мириса, стабилности, спречавање кварења производа, а тиме и очување биолошке и хранљиве вредности производа. 
Адитиви могу да се додају у прехрамбене производе појединачно или као мешавина два или више појединачних адитива, истих или различитих функционалних својстава, и одговарајућих носача, под условом да је такво мешање технолошки оправдано.
Адитиви и њихови мешавине могу да се додају прехрамбеним производима само под условом да су наведени у Правилнику о прехрамбеним адитивима, односно да су укључени у Позитивну листу адитива, која је саставни део Правилника, да по квалитету одговарају захтевима Правилника и да се додају у количини која је дозвољена прописима о квалитету производа у који се додаје, или у најмањој количини која је технолошки оправдана. Такође, прехрамбени адитиви не смеју да стварају токсичне продукте деградације у производу коме су додати. Њихов додатак не сме да утиче на промену хранљиве вредности производа. И морају бити погодни за квантитативно и квалитативно одређивање одговарајућим аналитичким методама.
Адитивима и њиховим мешавинама могу да се додају различите супстанце, материјали или намирнице као што су шећери, кухињска со, декстрини, скробови, вода и др. За потребе њихове стандардизације, дисперговања, растварања или чувања.

### Функционалне класе адитива
1. „заслађивачи“ су супстанце које се користе     за постизање слатког укуса
2. „боје” су супстанце које дају или обнављају боју у храни, а укључују природне састојке хране и природне изворе који се обично као такви не користе као храна и нормално се не користе као карактеристични састојци хране. Препарати добијени из хране и других јестивих природних извора добијени физичком и/или хемијском екстракцијом, која резултира селективним     издвајањем пигмената у односу на нутритивне или ароматичне састојке сматрају се бојама у смислу овог правилника;
3. „конзерванси” су супстанце које продужавају трајност хране штитећи је од кварења узрокованог микроорганизмима     и/или које штите од развоја патогених микроорганизама;
4. „антиоксиданси” су супстанце које продужавају трајност хране штитећи је од кварења узрокованог оксидацијом, као     што су ужеглост масти и промене боје;
5. „носачи” су супстанце које се користе за растварање, разређивање, распршивање или друге физичке промене адитива или арома, ензима за храну, нутријената и/или других супстанци које се додају храни у прехрамбене или физиолошке сврхе, без мењања њене функције, немају технолошко деловање а служе како би се олакшало поступање са храном, њена примена или употреба;
6. „киселине” су супстанце које повећавају киселост хране и/или јој дају кисели укус;
7. „регулатори киселости” су супстанце које мењају или контролишу киселост или алкалитет хране;
8. „средства против згрудњавања” су супстанце које смањују адхерирање честица у прашкастој     храни (спречавају стварање грудвица/ смањују тежњу појединих честица да се међусобно слепљују);
9. „средства против стварања пене” су супстанце које спречавају или смањују формирање пене;
10. „средства за повећање запремине” су супстанце које доприносе повећању запремине хране без значајног утицаја на њену енергетску вредност;
11. „емулгатори” су супстанце које омогућавају формирање или одржавање хомогених мешавина две или више фаза које се не мешају у храни (као што су уље и вода);
12. „емулгујуће соли” су супстанце које трансформишу протеине садржане у сиру у дисперговану форму и омогућавају формирање хомогене дистрибуције масти и других састојака;
13. „учвршћивачи” су супстанце којима се постиже или одржава чврстина и хрскавост ткива воћа и  поврћа или које у реакцији са средствима за желирање формирају или учвршћују гел
14. „појачивачи арома” су супстанце које појачавају постојећи укус односно мирис хране;
15. „средства за стварање пене” су супстанце које омогућавају формирање хомогене дисперзије гасне фазе у течној или чврстој храни;
16. „средства за желирање” су супстанце које храни дају конзистенцију гела;
17. „средства за глазирање (укључујући и лубрикансе)” су супстанце које када се наносе на површину хране, дају сјајан изглед или обезбеђују заштитни омотач;
18. „хумектанти” су супстанце које својим ниским степеном влажности спречавају сушење намирнице без обзира на атмосферски утицај или побошљавају растворљивост прашкастих супстанци у воденом медијуму;
19. „модификоваПримена адитива у прехрамбеној индустријини скробови” су супстанце добијене једним или више хемијских третмана јестивих скробова који могу да претрпе физички или ензимски третман, а могу бити обрађени или избељени киселином или базом;
20. „гасови за паковање” су гасови, изузев ваздуха, који се уводе у контејнер пре, за време или после стављања хране у контејнер;
21. „пропеленти” су потисни гасови, изузев ваздуха који избацују храну из контејнера;
22. „средства за дизање теста” су супстанце или комбинације супстанци које ослобађају гас и на тај начин повећавају запремину теста;
23. „секвестранти” су супстанце које граде хемијске комплексе са металним јонима;
24. „стабилизатори” су супстанце које одржавају физичко-хемијска стање хране; стабилизатори обухватају супстанце које омогућавају одржавање хомогене дисперзије две  или више супстанци које се у храни међусобно не мешају, супстанце које     стабилизују, задржавају или појачавају постојећу боју хране и супстанце које повећавају способност везивања састојака хране, укључујући стварање     унакрсних веза између протеина које омогућавају везивање састојака хране у реконституисаној храни;
25. „згушњивачи” су супстанце које повећавају вискозитет хране;
26. „средства за третирање брашна” су супстанце, изузев емулгатора које се додају брашну или тесту за побољшање њихових својстава при печењу;
27. „појачивачи контраста” су супстанце које нанесене на спољашњу површину воћа и поврћа након депигментације одређених делова (на пример ласерским поступком) помажу да се ти делови разликују од преостале површине бојењем које је последица интеракције са одређеним саставним деловима епидерма.[2]

У Позитивној листиПримена адитива у
прехрамбеној индустрији адитива дат је назив адитива, његов евиденцијски број (Е број), функционално својство, категорија хране у коју се може додати и максимална дозвољена количина. 
Поред Позитивне листе адитива уз Правилник о квалитету дата је и Листа дозвољених носача адитива.